# Angela Carter
Angela Carter, född 7 maj 1940 i Eastbourne i East Sussex, död 16 februari 1992 i London, var en brittisk författare.  
Carter jobbade som journalist och debuterade 1965 med romanen Shadow Dance och följde sedan upp med Several Perceptions (som fick The Somerset Maugham Prize, 1968) och The Magic Toyshop (som belönades med The John Llewellyn Rhys Prize, 1969). Därpå följde många romaner, liksom översättningar, dramatik, barnböcker, noveller, poesi och sagor. Carter skrev inom den tradition som betecknas magisk realism. 
På 1970-talet bodde hon ett par år i Japan. Carter medverkade som skribent i olika tidningar och tidskrifter. Hon skrev tre filmmanus, bland annat till Neil Jordans filmatisering av hennes novell The Company of Wolves.